# Metalimnophila palmata
Metalimnophila palmata là một loài ruồi trong họ Limoniidae. Chúng phân bố ở miền Australasia.